# Terrapin Station
Pour les articles homonymes, voir Terrapin.
Albums de Grateful Dead
Steal Your Face
(1976) What a Long Strange Trip It's Been
(1977)
Terrapin Station est le neuvième album studio de Grateful Dead. Il est sorti le 27 juillet 1977.

## Historique
Terrapin Station a un son symphonique et progressif, rappelant Yes ou Genesis. Il marque un tournant par rapport aux styles plus jazz blues et folk traditionnel du début de carrière du Grateful Dead, bien que ces éléments soient encore présents ici. La chanson-titre, avec cordes et chœur, offre une structure plus travaillée que les improvisations pour lesquelles le groupe est réputé.
Cet album est le premier depuis Anthem of the Sun où le Grateful Dead s'adjoint un producteur extérieur. C'est également le premier album du groupe chez Arista Records, après avoir sorti plusieurs disques entre 1973 et 1976 sur leur propre label, Grateful Dead Records. L'album suscite des réactions mitigées chez les fans du Dead. Il se classe 28e aux États-Unis et devient disque d'or le 4 septembre 1987.
Terrapin Station est sorti en CD pour la première fois en 1990 chez Arista Records, puis en 2000 chez BMG international. Une nouvelle version remixée et augmentée apparaît dans le coffret Beyond Description (1973-1989), sorti en octobre 2004. Cette version remasterisée a été éditée séparément par Rhino Records en mars 2006.
Le Grateful Dead reprend sur scène les deux premières parties de la chanson-titre, ainsi que Estimated Prophet et Samson and Delilah, jusqu'à sa dissolution en 1995.
Selon Dennis McNally, Jerry Garcia a eu l'idée de la chanson Terrapin Station tout en conduisant sur Richmond-San Rafael Bridge. Le parolier Robert Hunter a déclaré : « j'ai écrit Terrapin [...] dans une maison non meublée dont la fenêtre donnait sur la baie de San Francisco, lors d'un orage flamboyant. J'ai dactylographié au sommet de la page la première chose qui m'est venue à l'esprit, le titre : Terrapin Station. Le même jour, alors qu'il roulait en ville, Garcia a été frappé par une inspiration singulière. Il a fait demi-tour et s'est dépêché de rentrer chez lui pour écrire la musique qui avait jailli dans sa tête [...] Quand nous nous sommes vus le lendemain, je lui montré les paroles et il a dit : « j'ai la musique ». Ça collait parfaitement... »

## Titres

### Face 1
1. Estimated Prophet (John Perry Barlow, Bob Weir) – 5:37
2. Dancing in the Street (Marvin Gaye, Ivy Jo Hunter, William Stevenson) – 3:16
3. Passenger (Phil Lesh, Peter Monk) – 2:48
4. Samson and Delilah (traditionnel) – 3:29
5. Sunrise (Donna Godchaux) – 4:03

### Face 2
1. Terrapin Station Part One – 16:17
  - Lady With a Fan (Jerry Garcia, Robert Hunter)
  - Terrapin Station (Garcia, Hunter)
  - Terrapin (Garcia, Hunter)
  - Terrapin Transit (Mickey Hart, Bill Kreutzmann)
  - At a Siding (Hart, Hunter)
  - Terrapin Flyer (Hart, Kreutzmann)
  - Refrain (Garcia, Hunter)

### Réédition 2004
1. Estimated Prophet (Barlow, Weir) – 5:37
2. Dancing in the Streets (Gaye, Hunter, Stevenson) – 3:18
3. Passenger (Lesh, Monk) – 2:48
4. Samson and Delilah (Traditional) – 3:29
5. Sunrise (Godchaux) – 4:08
6. Terrapin Station (Garcia, Hunter, Hart, Kreutzmann) – 16:29
7. Peggy-O' (traditionnel) – 4:41 - version instrumentale en studio le 2 novembre 1976
8. The Ascent – 1:59 - version instrumentale en studio le 2 novembre 1976
9. Catfish John (McDill, Reynolds) – 4:43
10. Equinox (Lesh) – 5:15 - version instrumentale en studio le 17 février 1977
11. Fire on the Mountain (Hart, Hunter) – 6:26 - version instrumentale, février 1977
12. Dancing in the Street (Gaye, Hunter, Stevenson) – 16:17 - en concert le 8 mai 1977

## Artistes de l'album
Grateful Dead
- Jerry Garcia : guitare, chant
- Bob Weir : guitare, chant
- Keith Godchaux : claviers, chant
- Donna Jean Godchaux : chant
- Phil Lesh : basse
- Bill Kreutzmann : percussions
- Mickey Hart : percussions

Collaborateurs
- Paul Buckmaster : arrangements orchestraux
- The Martyn Ford Orchestra
- The English Choral
- Tom Scott : saxophones sur Estimated Prophet

## Sources
- (en) Cet article est partiellement ou en totalité issu de l’article de Wikipédia en anglais intitulé « Terrapin Station » (voir la liste des auteurs).